# 阿部正勝
阿部正勝（1541年—1600年5月19日）日本戰國時代的武將，幼名德千代，官位是伊予守，阿部正宣之子，长男为阿部正次、次男为阿部忠吉。直到去世為止一直是輔佐德川家康的大名。
对今川氏、武田氏作战活跃。
天正18年（1590年），成为鸠之谷藩1万石的大名。自從阿部正勝死於關原之戰後，由其長子阿部正次繼承。
豐臣秀吉曾於1594年賜姓「豐臣」於阿部正勝。